# The Queen's Gambit
Gambito de dama o Gambito de reina (en inglés: The Queen's Gambit) es una novela de Suspenso escrita por el autor estadounidense Walter Tevis. Fue publicada por primera vez en 1983 y abarca temáticas tales como el feminismo, el ajedrez, la drogadicción y el alcoholismo.

## Epígrafe
El epígrafe de la novela es "The Long-Legged Fly" de William Butler Yeats. El poema resalta una de las principales temáticas del libro: el genio interno de una mujer. Tevis habló sobre el tema en una entrevista de 1983, y nunca escribió la secuela que menciona en la entrevista.

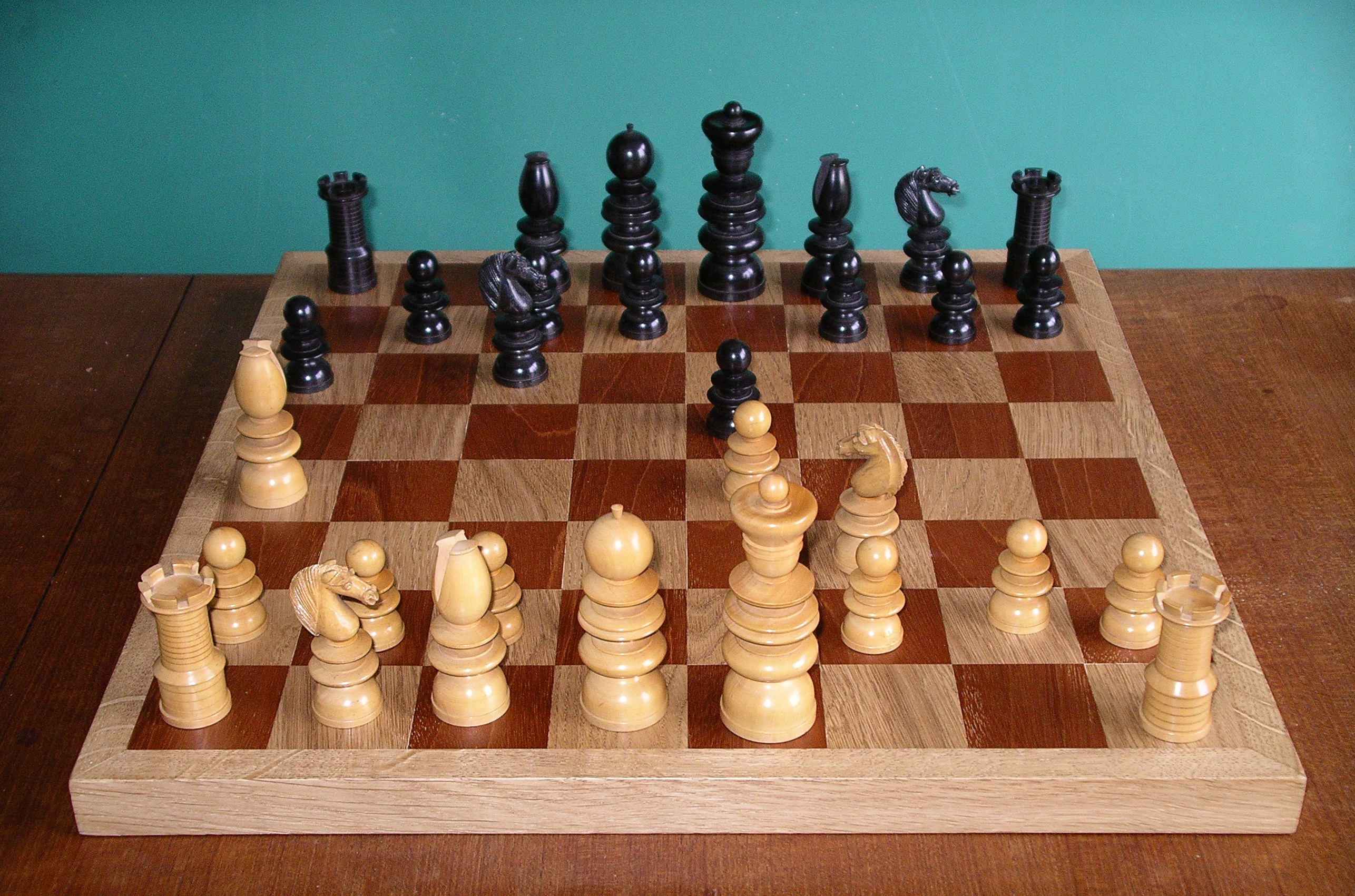
El ajedrez es elemento fundamental de la miniserie Gambito de Dama

## Argumento
Titulada como el gambito de dama, una apertura de ajedrez utilizada por la protagonista, Beth Harmon, Gambito de dama narra las desventuras de la vida de Harmon desde su infancia en un orfanato hasta su lucha con los sedantes y la adicción al alcohol y su éxito en el mundo del ajedrez profesional.
Beth Harmon, una huérfana de ocho años de edad, es una niña callada, sombría y aparentemente insignificante. Su condición cambia cuando juega su primera partida de ajedrez. Sus sentidos empiezan a agudizarse, sus pensamientos se vuelven más claros, y por primera vez en su vida siente que puede controlarla por completo. A los dieciséis años de edad, compite en el Abierto de los Estados Unidos. Pero a medida que desarrolla su talento en el circuito profesional, las apuestas aumentan, su aislamiento se vuelve más espantoso, y la idea del escape se hace más tentadora.

## Importancia literaria y recepción
Es difícil clasificar a la novela, ya que tiene partes de suspenso, de novela deportiva y de Bildungsroman. Se destacó por su argumento adictivo: 

El Gambito de Reina es entretenimiento puro. Es un libro que leo cada cierto tiempo, simplemente por placer y por lo bueno que es.--Michael Ondaatje (portada de una edición de Vintage de 2003)

y por la precisión técnica en sus descripciones del ajedrez: 

El crítico del New Yorker se basó especialmente en la recreación por parte del novelista del obsesivo mundo del ajedrez, notando que Tevis "logra transmitir el suspense que le da vida al campeonato mundial". Harold C. Schonberg, en una crítica literaria para el New York Times, confirmó que Tevis "revela un gran desafío sobre el mundo del ajedrez estadounidense, con un vistazo final a la forma de operar de los rusos, y es una imagen excepcionalmente exacta lo que describe". Schonberg añadió: "Beth Harmon puede no ser atractiva, pero tiene la dedicación de un santo bíblico, una memoria monstruosa y una habilidad para sintetizar, crear y explotar su pequeño mundo apartado con una clase de originalidad de principiante que nadie más puede unir. Se trata de la naturaleza del ajedrez en su máximo nivel." (De Contemporary Authors Online, 2007, Gale Reference)

Tevis basó las escenas del ajedrez en su propia experiencia como ajedrecista de clase C y en su amplio estudio sobre el juego, y elabora estas características en su nota del autor:

El juego excelente de los maestros Robert Fischer, Boris Spassky y Anatoly Karpov ha sido una fuente de deleite para los jugadores como yo durante años. Dado que El Gambito de Reina es una obra de ficción, sin embargo, parece ser prudente omitirlos del elenco de los personajes, sólo para prevenir contradicciones con los registros.

Quiero expresar mi agradecimiento hacia Joe Ancrile, Fairfield Hoban y Stuart Morden, todos jugadores excelentes, quienes me ayudaron con libros, revistas y reglas de los torneos. Y tuve la suerte de contar con la ayuda del bondadoso y aplicado Maestro Nacional Bruce Pandolfini para la revisión del texto y la corrección de los errores respectivos al juego que juega de manera tan envidiable.

## Adaptaciones
Se trató de convertir la novela en un largometraje en 1983, cuando el periodista de The New York Times Jesse Kornbluth adquirió los derechos para el guion, ya que casi todos los actores y directores que conocía estaban interesados en participar. Con el fallecimiento de Tevis en 1984, los derechos de la película se vendieron a otro estudio, y la película no pudo producirse por dificultades financieras.
En 1992, el guionista escocés Allan Scott compró los derechos para el guion y planeó hacer una película. Entre los directores que estaban involucrados para el proyecto en ese momento se encontraban Michael Apted y Bernardo Bertolucci, los cuales finalmente se embarcaron en otros proyectos. Durante 2007 y 2008, Scott trabajó con el actor australiano Heath Ledger en lo que habría sido el debut de Ledger como director, quien además protagonizaría la película junto con Elliot Page como actor protagonista. La producción y la fotografía principal estaban planeadas para finales de 2008, pero no pudieron llevarse a cabo por el trágico fallecimiento de Ledger el 22 de enero de ese año.
El 23 de octubre de 2020 la plataforma de streaming Netflix estrenó con gran éxito de crítica y público una miniserie de siete episodios basada en la novela, titulada Gambito de dama. La actriz estadounidense Anya Taylor-Joy interpretó el papel principal, mientras que Scott Frank se desempeña como guionista, director y productor ejecutivo.

## Historia de la publicación
- 1983,  Estados Unidos, Random House
- 2003,  Estados Unidos, Vintage, 11 de marzo de 2003
- 2020,  Estados Unidos,
- 2020,  España, Alfaguara, 7 de diciembre de 2020 (Edición digital)